# Celebichneumon striatus
Celebichneumon striatus là một loài tò vò trong họ Ichneumonidae.